# Juan Miguel Echevarría
Juan Miguel Echevarría, född 11 augusti 1998 i Camagüey, Kuba, är en kubansk friidrottare (längdhoppare).
Juan Miguel Echevarria hoppade 8,83 meter i Diamond League-tävlingen i Stockholm 2018, men hans rekordhopp noteras inte i de officiella rekordböckerna på grund av för kraftig medvind på 2,1 m/s. I en tävling i Copa Cuba i Havanna 2019 landade han på 8,92, men åter med 3,3 m/s för mycket medvind. Echevarrias officiella personliga rekord är 8,68 från 2018 i Tyskland. Han blev världsmästare inomhus 2018 med ett hopp som mätte 8,46.